# Нети Лејла Мичел
Нети Лејла Мичел (рођена Чемпион; после првог брака, Мичел; после другог брака, Смит; после трећег брака, Џинет Чемпион Роук; Освиго, 26. септембар 1863 – Бруклин, 29. јун 1912) била је америчка пословна жена, ауторка и уредница часописа деветнаестог века. Мичел је била прва жена комерцијални путник у САД и рано у животу путовала је кроз Мичиген за компанију Н.К. Фербанк из Чикага. Касније је одустала од путовања и постала прва уредница строго књижевног часописа, повезана са Чарлсом Велсом Молтоном у Буфалу у Њујорку, у часопису The Magazine of Poetry and Literary Review и са Мери Ливермор у књижевном раду.

## Младост и образовање
Џинет (надимак, "Нети") Лејла Чемпион је рођена у Освегу, Њујорк, 26. септембра 1863. године.
Потицала је из неколико најистакнутијих раних колонијалних породица, и била је потомак Џозефа Џенкеса млађег, који је основао Потакет, Роуд Ајленд, и Џозефа Џенкса, његовог сина, који је двадесет година био гувернер колоније Плантаже Род Ајленда и Провиденса. Њен прадеда, Семјуел Тефт, био је члан Генералне скупштине Роуд Ајленда која је 4. маја 1776, два месеца пре проглашења независности, гласала за прекид свих политичких односа са матичном државом Великом Британијом. Њен отац је био Мортимер А. Чемпион, који је био линијски потомак Хенрија Чемпиона, једног од првих досељеника у долини Конектиката и чији је син, Мехитабл, носио депеше за војску Џорџа Вашингтона. Нетина мајка била је Сеселија Пени Чемпион, потомак породице Кларк из централног Њујорка.
Мичел је своје рано образовање стекла у државним школама у Сиракузи, Њујорк, а касније у државним школама у Освегу.

## Каријера
Удала се за господина Мичела 29. марта 1882. године, али је брак трајао мање од годину дана. Пошто је морала да се издржава, радила је као рекламни агент за велику велепродајну кућу у Чикагу, Илиноис, и била је прва жена у САД која је заузела ту позицију. Затим је постала „трговачки путник“ (путујући трговац), у интересу источњачке куће за снабдевање. Била је једна од првих, ако не и прва жена послата као агент за основне артикле, путујући од места до места са својим ковчегом узорака. Њена територија обухватала је државе Њујорк, Њу Џерси, Пенсилванију и Мичиген. Као трговачки путник, била је веома успешна, али је напустила овај посао после две године. Затим је похађала курс стенографије у Елмајри, Њујорк, 1888. године, и дипломирала је за три месеца, као један од најбоље квалификованих студената које је та школа имала током 25 година.
У јесен 1888. запослила се у канцеларији The Magazine of Poetry у Буфалу у Њујорку и преузела преписку као стручни стенограф. Следеће године постала је пословни менаџер часописа, на који је положај дала оставку 1891. да би постала његов уредник (до 1896.). Писала је и прозне чланке и биографије. Била је блиско упозната са истакнутим песницима и писцима свог времена.
Мичел је била заинтересована за све покрете за унапређење жена, а заступала је пословне интересе на разним конвенцијама широм земље.

## Лични живот
Мичел је била чланица Националне женске новинарске асоцијације Вашингтона и хришћанске филантропске организације Краљевих кћери. Била је причесник Епископске цркве Светог Јована, Буфало,  као и Епископске цркве у Филаделфији, Пенсилванија.
Мичел је поседовала имање на Таг Хилу, западно од Пикскила у Њујорку, кућу која је изграђена од трупаца исечених на фарми раних 1850-их. Боловала је неколико година и умрла у болници Сенеј у Бруклину, Њујорк, након операције слепог црева 29. јуна 1912. Њен муж, Елајџа Ли Роук (1867–1921), пратио је Нетино тело у Освего, Њујорк, на сахрану, и сахранио је на сеоском гробљу тог града. После Нети су остали полубрат Аделберт Фостер и полусестра Ела Скинир; Џорџ Вилсон и његова мајка Емери, који су живели на старом имању на брду Таг; гђа Лена Хелиг; и гђа Томас Б. Гејтс.